# Río Colonia
El río Colonia, a veces de La Colonia, es un curso de agua que inicia su viaje en los escurrimientos del Glaciar Colonia de los Campos de hielo norte para llenar el Lago Colonia, desarrollarse en la Región de Aysén en dirección este y desembocar tras solo 25 km en el río Baker.

## Trayecto
Al lado este del campo de hielo norte se encuentra el glaciar Colonia cuyos derretimientos alimentan el lago Colonia el que a su vez tiene como emisario al río Colonia.
Tras su salida del lago, la corriente de agua corre por un lecho amplio en el que se divide en varios brazos todos con rumbo general ENE hasta el kilómetro 20.

## Caudal y régimen
El caudal del río tiene su máximo entre diciembre y enero.: 1536 
El río tiene escaea alimentación durante su recorrido. Por su lado izquierdo recibe cinco arroyos que descienden de los cerros que lo separan de la cuenca del río Nef, en el cual destacan, los cerros Tres Picos (1900), Chueca (2060) y Cabeza de León (1250). Por su margen sur recibe un arroyo sin nombre, que se origina en ventisqueros.

## Población, economía y ecología

### Inundación por desborde violento de lago glaciar (GLOF)
El glaciar Colonia actúa (cerro arriba) como una represa para las aguas del Lago Cachet 1 y, más abajo, del Lago Cachet 2. Al final del glaciar, los derretimientos más lo que logra pasar desde ambos lagos Cachet, alimentan el lago Colonia.
Es conocido que este río tiene crecidas repentinas a lo largo del año debido al rompimiento de las paredes del glacial Colonia que contienen los derretimientos del glaciar mismo.: 569 

Nacimiento y desembocadura de los ríos Colonia y Nef. Los lagos Cachet 1 y Cachet 2 se ven en la parte superior izquierda del mapa. Las líneas verde y amarillas son los límites de las respectivas cuencas hidrográficas.